# 辛可宁
辛可宁（Cinchonine）是一种提取自正鸡纳树的生物鹼。在有机化学中用于不对称合成，例如其衍生物作为不对称迈克尔加成的催化剂。辛可尼定是其非对映异构体。